# Julianalaan (Montfoort)
De Julianalaan is een straat even buiten de historische stadskern van de Nederlandse plaats Montfoort die is vernoemd naar koningin Juliana.
De straat loopt langs de westelijke stadsgracht van Montfoort en loopt verder over de zuidelijke dijk van de Hollandse IJssel. De straat heette vroeger Buiten de Willeskopperpoort, vanwege de ligging direct buiten de voormalige stadspoort met deze naam.
Het transformatorhuisje (Julianalaan 3), dat is vormgegeven in zakelijk-expressionistisch stijl, is een rijksmonument. Ook de Algemene Begraafplaats Montfoort uit 1829 is van cultuurhistorisch belang. Deze is door het Monumenten Inventarisatie Project beoordeeld met twee sterren, hetgeen betekent dat het van regionaal belang is.

## Afbeeldingen

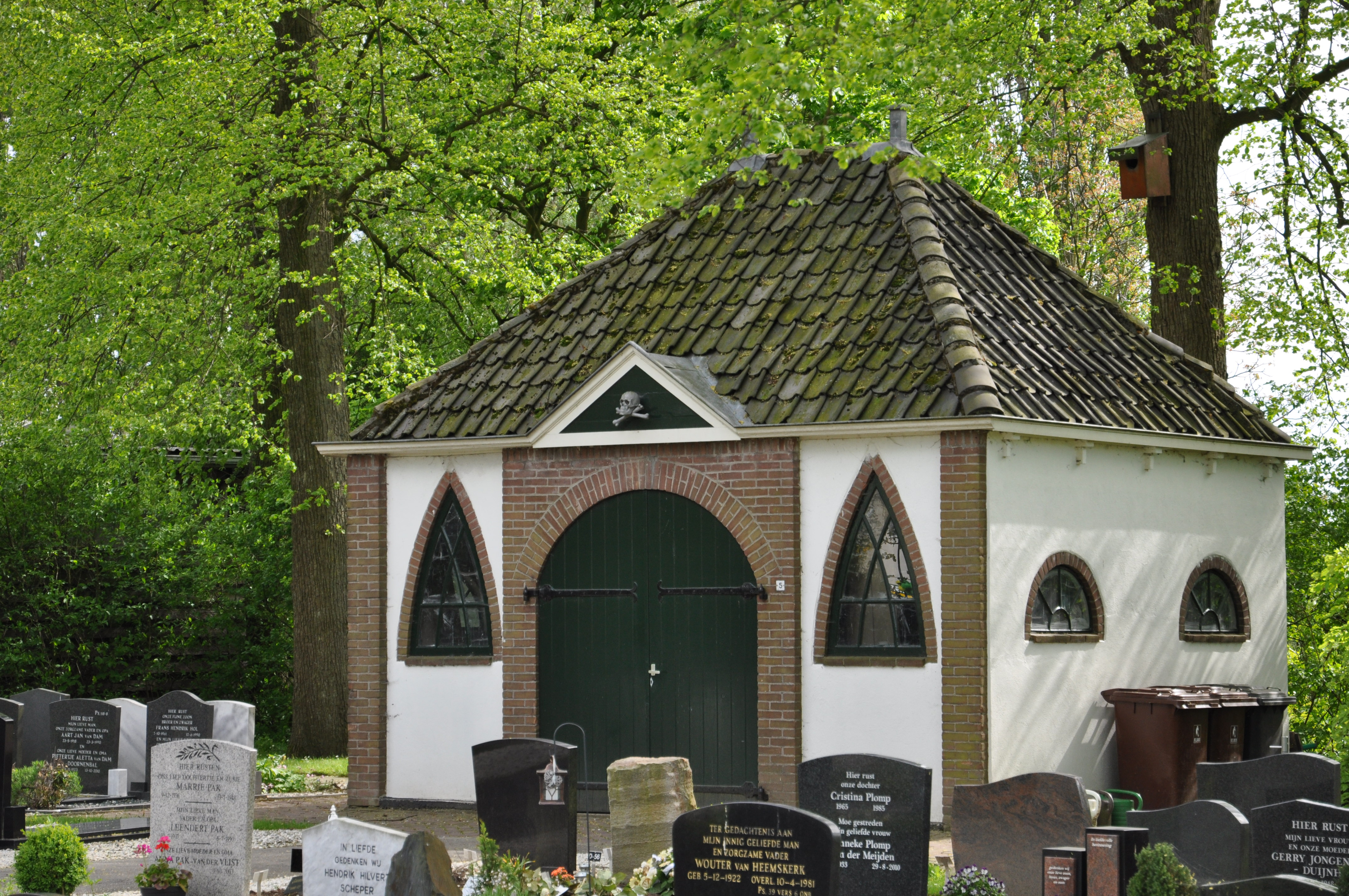
Algemene Begraafplaats Montfoort
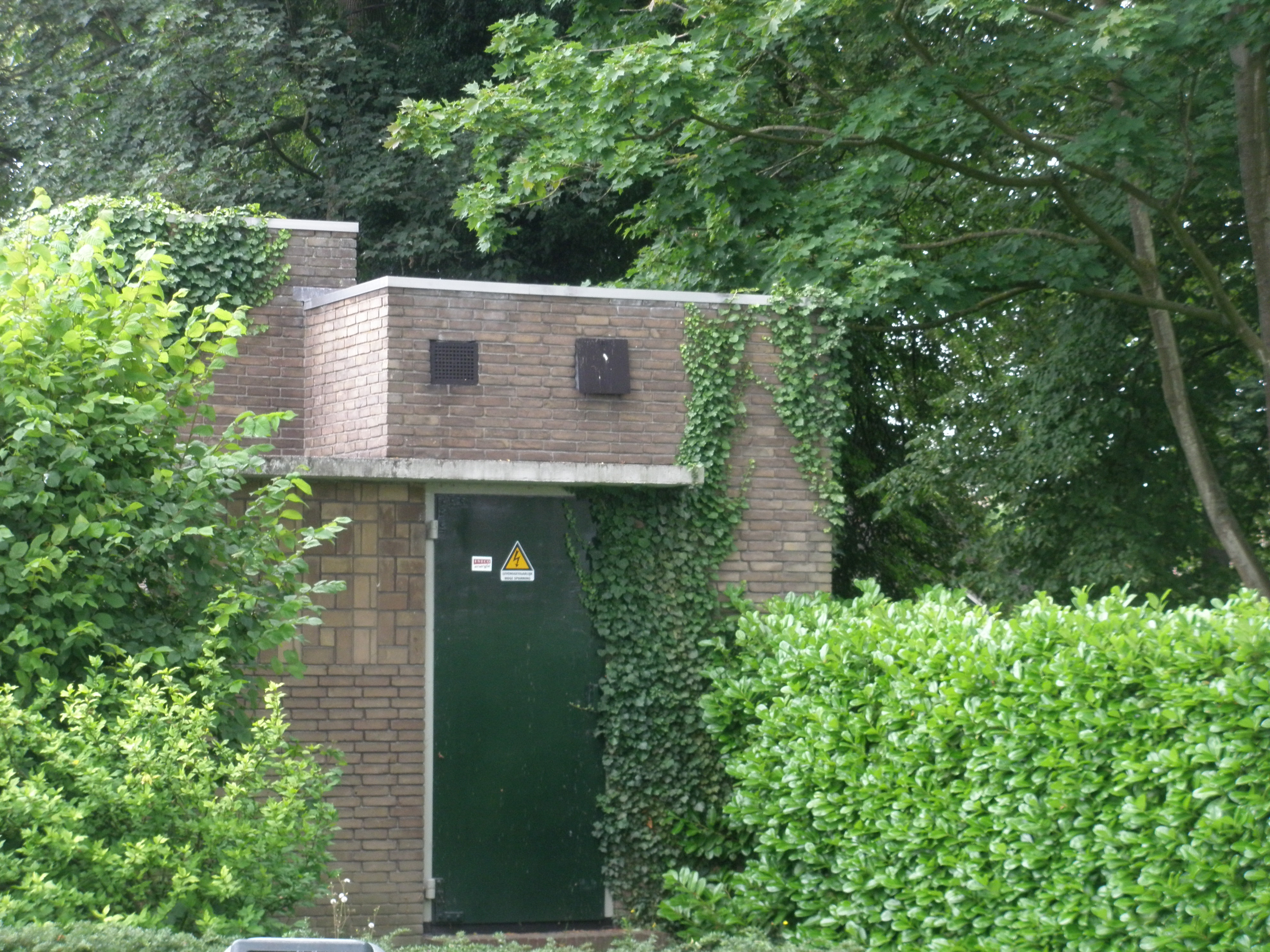
Transformatorhuisje
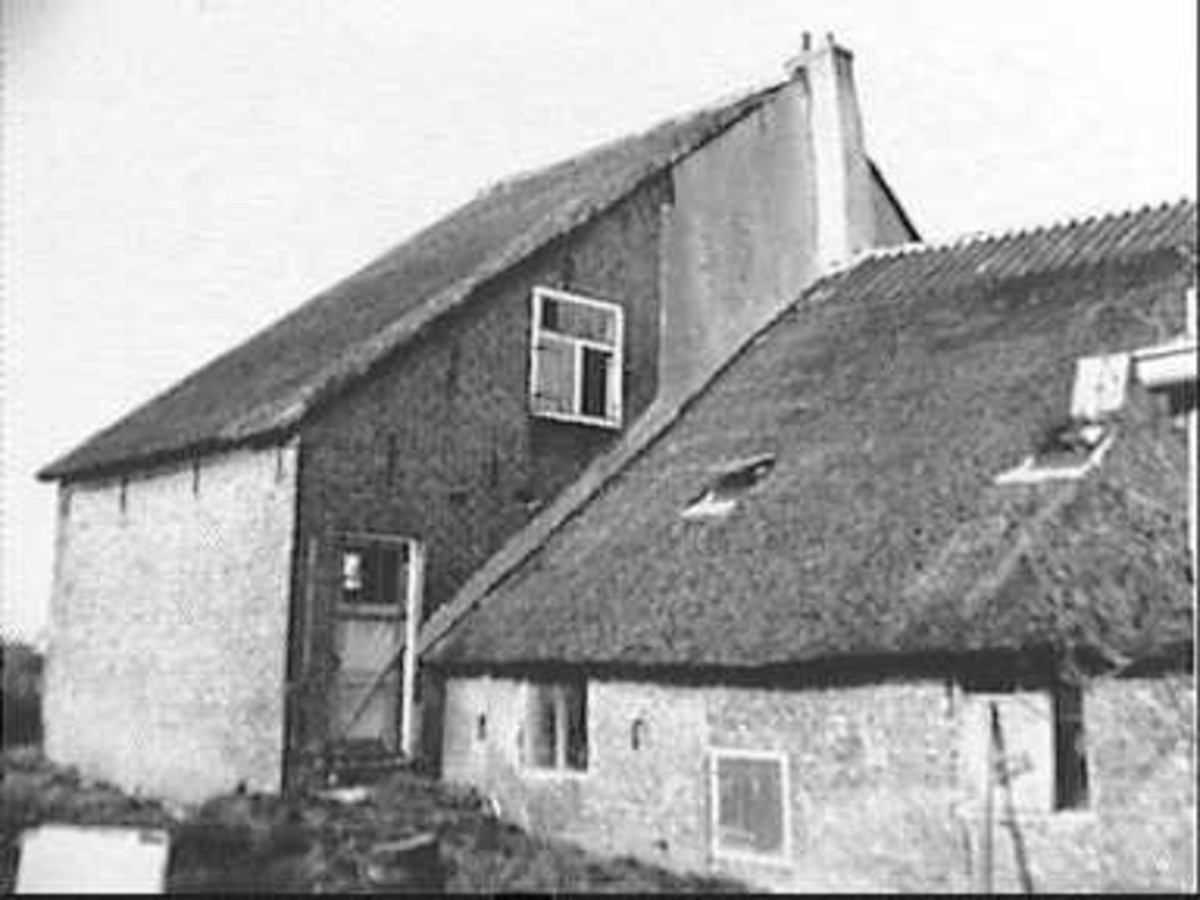
De inmiddels afgebroken boerderij aan de Julianalaan 2a

Achterstraat ·
Blindeweg ·
Bovenkerkweg ·
De Plaats ·
Doeldijk ·
Havenstraat ·
Heeswijkerpoort ·
Heilig Levenstraat ·
Hofdijk ·
Hofstraat ·
Hoogstraat ·
Julianalaan ·
Keizerstraat ·
Lieve Vrouwegracht ·
Lindeboomsweg ·
Mannenhuisstraat ·
Mastwijkerdijk ·
Molenstraat ·
Om 't Hof · 
Om 't Wedde · 
Onder de Boompjes ·
Oude Boomgaard ·
Schoolstraat  ·
Slotlaan ·
Vrouwenhuisstraat ·
Waardsedijk ·
Waterpoort ·
Willeskopperpoort ·
IJsselplein ·
IJsselkade ·
IJsselveld